# Žiar nad Hronom (distrito)
O Distrito de Žiar nad Hronom (eslovaco: Okres Žiar nad Hronom) é uma unidade administrativa ds Eslováquia Central, situado na Banská Bystrica (região), com 48.053 habitantes (em 2003) e uma superfície de 532 km².

## Demografia
| Ano:        | 1994   | 2004   | 2014   | 2024   |
| ----------- | ------ | ------ | ------ | ------ |
| Broj ljudi: | 48 435 | 47 803 | 47 736 | 43 345 |
| Razlika:    |        | -1,30% | -0,14% | -9,19% |

| Ano:               | 2023   | 2024   |
| ------------------ | ------ | ------ |
| Número de pessoas: | 43 738 | 43 345 |
| Diferença:         |        | -0,89% |

## Cidades
- Kremnica
- Žiar nad Hronom (capital)

## Municípios
- Bartošova Lehôtka
- Bzenica
- Dolná Trnávka
- Dolná Ves
- Dolná Ždaňa
- Hliník nad Hronom
- Horná Ves
- Horná Ždaňa
- Hronská Dúbrava
- Ihráč
- Janova Lehota
- Jastrabá
- Kopernica
- Kosorín
- Krahule
- Kremnické Bane
- Kunešov
- Ladomerská Vieska
- Lehôtka pod Brehmi
- Lovča
- Lovčica-Trubín
- Lúčky
- Lutila
- Nevoľné
- Pitelová
- Prestavlky
- Prochot
- Repište
- Sklené Teplice
- Slaská
- Stará Kremnička
- Trnavá Hora
- Vyhne